# Valles Marineris
Valles Marineris (latinsko za Marinerjeve doline, poimenovano po Mariner 9 orbiterju iz let 1971–72, ki jih je odkril) je sistem kanjonov, ki teče po Marsovi površini vzhodno od regije Tharsis. Sega 4 000 km v dolžino, največ 200 km v širino in največ 7 km v globino. Valles Marineris je največji znan sistem površinskih kanjonov v Sončnem sistemu (največji podvodni je Srednjeoceanski hrbet na Zemlji - 16 000 km!). 
Valles Marineris je lociran vzdolž Marsovega ekvatorja na vzhodni strani regije Tharsis in se razteza skoraj preko četrtine Marsovega oboda. Večina znanstvenikov se strinja, da gre za večjo tektonsko razpoko v Marsovi skorji, ki se je sčasoma večala z erozijskimi pojavi.